# Мухаммад бін Туґлак
Мухаммад бін Туґлак (*д/н — 20 березня 1351) — 2-й делійський султан з династії Туґлак у 1325–1351 роках. Мав прізвисько Кхуні (Кривавий).

## Життєпис

### Початкова кар'єра
При народжені отримав ім'я Джауна-хан. Почав політичну та військову кар'єру разом з батьком Ґіятх ал-Діном Туґлаком. Після сходження останнього у 1320 році на трон Мухаммад стає одним з найдієвішим помічників нового султана. У 1323 році очолив військову кампанію проти Пратапарудри II з династії Какатіїв. Мухаммаду вдалося розбити ворога вщент, він захопив столицю Оругаллу (сучасне місто Варангал).
У 1325 році після смерті свого батька внаслідок падіння мосту, в чому підозрювали Мухаммада, він став султаном Делі.

### Внутрішня політика
Новий султан у внутрішній політиці впроваджував терпимість до немусульман (першим серед султанів був присутній на індуїстському святі Дівалі), водночас намагався приборкати улемів. При цьому зробив спробу спертися на суфіїв. При цьому жорстко придушував виступи проти себе, не даючи пощади ні мусульманам, ні індусам.
Його гарні наміри щодо поліпшення економічного стану держави, проведення судової реформи, боротьби з корупцією зводилися нанівець особливостями характеру. Мухаммад міг переходити у своїх настроях від поваги до презирства. Водночас він страждав підозрілістю до кожного. Це на собі відчув відомий мандрівник Ібн Батута.
Для поліпшення управління величезною державою Мухаммад поділив Делійський султанат на 23 провінції, на чолі яких поставив маліків (намісників).
У 1327 році наказав перенести столицю з Делі до Девагірі (колишню столицю Сеунів). Незважаючи на спротив  знаті та населення, він змусив усіх переселитися. Таким чином султан намагався зміцнити державу, перенісши столицю до її центру. Втім, план провалився, й у 1330—1331 роках султанський двір повернувся до Делі.
Така поведінка викликала невдоволення серед знаті, внаслідок чого спалахували численні повстання, які жорстоко придушувалися. Все це погіршувало економічний стан. Щоб змінити ситуацію Мухаммад бін Туґлак декілька разів збільшував земельний податок. Це у свою чергу спричинило повстання селян у межиріччі Гангу та Джамни. На півночі держави панував голод. Тому султан змушений був зрештою списати всі борги.
Іншим заходом поліпшення економічного та фінансового стану Мухаммад вбачав у встановленні контролю за обігом золотих та срібних монет (1328 рік). Водночас карбувалися монет з міді й латуні. Але їх швидко навчилися підробляти. Тому султан у 1330 році скасував обіг цих монет й змушений був викупляти як справжні, так й підробні.
Усі ці дії призвели до повного відторгнення усіх прошарків від султана. Наприкінці його життя відпала Бенгалія, бунтували раджпути, утворились незалежні султанати на півдні, зокрема Мадурайський. У 1336 році з частини південних земель виникає Віджаянагарська держава, у 1347 році утворюється Бахмандіський султанат. Помер Мухаммад під придушення повстання Самма у Сінді 20 березня 1351 року.

### Зовнішня політика
Спочатку вимушений був відбивати атаки монгольських військ. Протягом 1328–1329 років бої точилися у Пенджабі. Лише підкупом військовиків монголів султан зумів домогтися їх відступу.
Мухаммад бін Туґлак мріяв про створення великої імперії, куди б сходили землі Мавераннахра, Хорасану, Сейстану, Персії. Втім, великий похід провалився. Також невдалою виявилася спроба 60-тисячної армії вдертися до західних Гімалаїв, тут війська дійшли до Кумаона, де були розбиті. Зрештою тяжке внутрішнє становище змусило султана відмовитися від активної зовнішньої політики.

## Культура
Прославився як покровитель вчених, поетів, письменників. Мухаммад бін Туґлак сам був відомий як автор численних віршів арабською та перською мовами, був майстром епістолярної творчості.

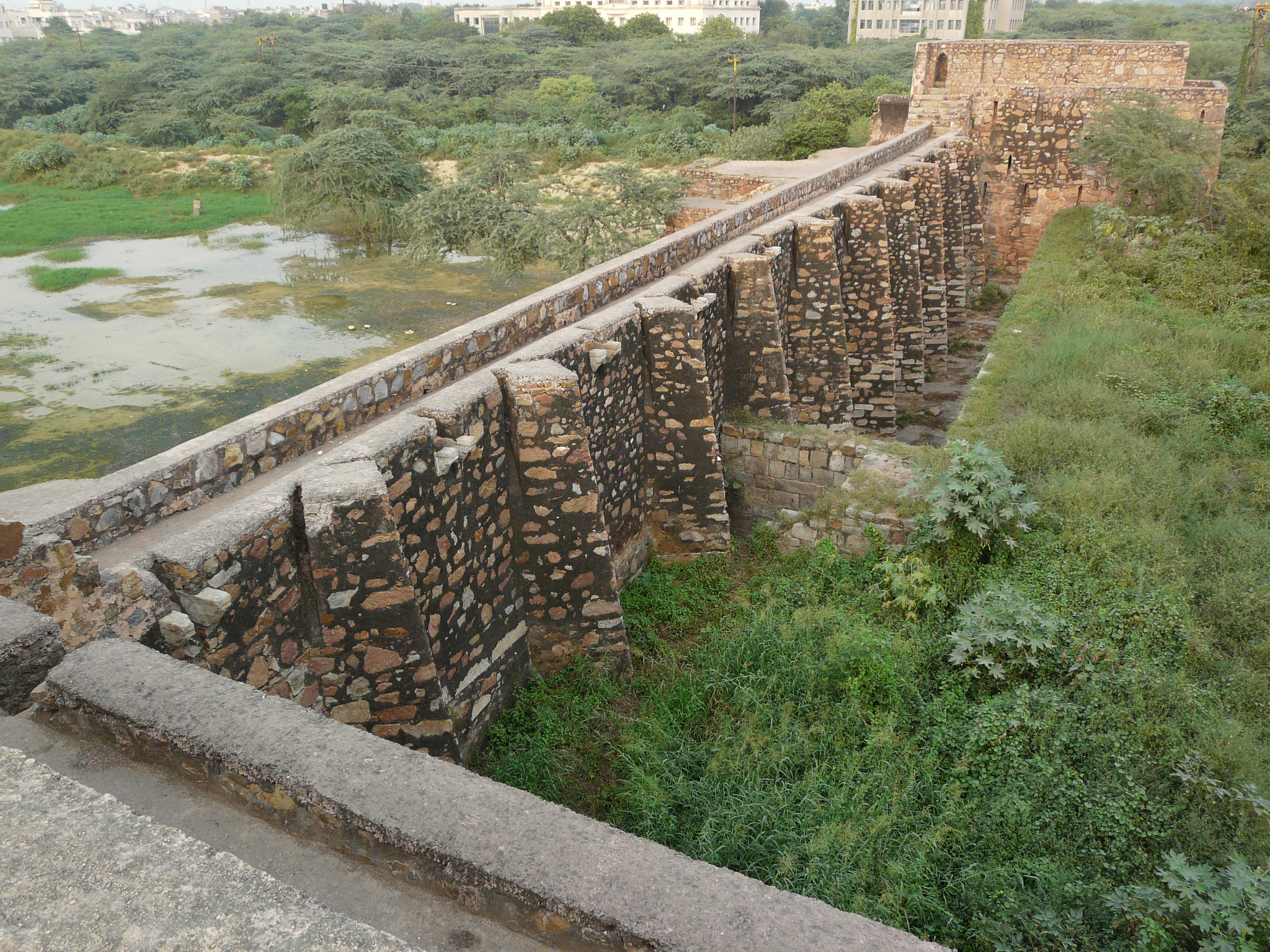
Гребля Сатпула

 В цей час зведено численні мечеті, медресе. За наказом султана засновано місто Джаханпанах, від якого до Делі проведено величну греблю Сатпулу.